# Valeriana corymbulosa
Valeriana corymbulosa är en kaprifolväxtart som först beskrevs av Hugh Algernon Weddell, och fick sitt nu gällande namn av A.L. Cabrera. Valeriana corymbulosa ingår i släktet vänderötter, och familjen kaprifolväxter. Inga underarter finns listade i Catalogue of Life.